# Kasa-Vubu
Kasa-Vubu är en stadsdel (franska: commune) i Kinshasa.